# 159-я стрелковая дивизия (1-го формирования)
159-я стрелковая дивизия — формирование (стрелковая дивизия) РККА Вооружённых сил СССР до и во время Великой Отечественной войне.
Сокращённое наименование — 159 сд.

## История
159-я стрелковая дивизия была развёрнута на базе 103-го стрелкового полка 85-й стрелковой дивизии в Златоусте, Магнитогорске и Троицке по директиве Военного Совета Уральского военного округа от 19 августа 1939 года.
15 января 1940 года в Златоусте на базе 159 сд создано военное училище (позднее военно-инженерное, пулемётное, военно-пехотное).
В действующей армии с 22 июня 1941 года по 27 декабря 1941 года.
На 22 июня 1941 года дивизия дислоцировалась в Немирове.
С началом боевых действий 159 сд начала переброску в Магерув, в Рава-Русский укреплённый район.
23 июня 1941 года дивизия (без 491-го стрелкового полка) сосредоточилась в Магеруве с задачей с утра контратаковать в направлении Верхрата; к исходу дня взяла Верхрата, Недведе, с утра 24 июня 1941 года приступила к отходу. 491-й стрелковый полк совместно с 3-й кавалерийской дивизией участвовал в контратаке на Пархач, на некоторое время отбив станцию.
23 июня 1941 года войска противника вклинились в оборону советских войск и прорвали линию фронта между 159-й дивизией и 97-й стрелковой дивизией, к вечеру 23 июня 1941 года разрыв составлял уже 40 километров, таким образом сосед слева был потерян.
25 июня 1941 года ведёт бой на фронте Потылич, Солотвина.

«…По сложившейся обстановке и по приказам приходилось отходить на восток. В течение месяца отходили с боями в состоянии полуокружения, и в 20 числах июля дивизию с незначительными потерями сосредоточил, согласно приказу Командарма-6, в д. Тарасовке Проскуровского р-на, откуда был отозван в В/совет [Военный совет] Армии и приступил к обязанностям Начхимвойск, сдав дивизию подполковнику (фамилию не помню)…»— Биография солдата.
На 29 июня 1941 года состояние дивизии определялось как: «159-я стрелковая дивизия потеряла своё командование, была дезорганизована авиацией и совершенно небоеспособна, требует укомплектования».
09 июля 1941 года выведена из боёв и направлена в Белую Церковь на доукомплектование.
16 июля 1941 года, не закончив доукомплектование, переходит в наступление с рубежа реки Рось, западнее Белой Церкви на правом крыле армии, однако была отброшена и начала отходить на восток. 24 июля 1941 года переходит в наступление на Белую Церковь, 25 июля 1941 года под контратакой была вынужден отойти к Днепру на 30 километров от занимаемых ранее позиций. С 26 по 28 июля 1941 года вновь подвергается массированному удару, отходит ещё ближе к Днепру.
С 09 августа 1941 года наступает по направлению Андреевка — Поток — Ржищев.
В ночь на 19 августа 1941 года отведена на восточный берег Днепра, заняла оборону в районе Ржищев, Чапаевка.
Полностью уничтожена в Киевском котле в сентябре 1941 года. На 22 сентября 1941 года ещё вела бои в окружении в селе Кандыбовке.
Исключена из состава ДАФ 27 декабря 1941 года.

## Состав
- Управление (штаб)
- 491-й стрелковый полк
- 558-й стрелковый полк
- 631-й стрелковый полк
- 597-й лёгкий артиллерийский полк
- 723-й гаубичный артиллерийский полк
- 136-й отдельный истребительно-противотанковый дивизион
- 474-й отдельный зенитный артиллерийский дивизион
- 243-й разведбат
- 185-й отд. сапёрный батальон
- 460-й отдельный батальон связи
- 207-й медико-санитарный батальон
- 163-й автотранспортный батальон
- 139-й взвод дегазации
- 166-й полевой автохлебозавод
- 124-я полевая почтовая станция
- 174-я полевая касса Госбанка

## Укомплектованность
На 22 июня 1941 года:
- личный состав — 9 548 человек
- винтовки — 8 278
- самозарядные винтовки — 3 259
- пистолеты-пулемёты — 305
- ручные пулемёты — 391
- станковые пулемёты — 173
- 45-мм противотанковые орудия — 54
- 76-мм пушки — 35
- 122-мм гаубицы — 25
- 152-мм гаубицы — 9
- миномёты — 147
- автомашины — 395
- тракторы — 40
- лошади — нет

## В составе
| Дата            | Фронт (округ)      | Армия      | Корпус                | Примечания |
| --------------- | ------------------ | ---------- | --------------------- | ---------- |
| 22.06.1941 года | Юго-Западный фронт | 6-я армия  | 6-й стрелковый корпус | —          |
| 01.07.1941 года | Юго-Западный фронт | 6-я армия  | 6-й стрелковый корпус | —          |
| 10.07.1941 года | Юго-Западный фронт | 6-я армия  | 6-й стрелковый корпус | —          |
| 01.08.1941 года | Юго-Западный фронт | 6-я армия  | 6-й стрелковый корпус | —          |
| 01.09.1941 года | Юго-Западный фронт | 26-я армия | —                     | —          |

## Командиры (период)
- И. А. Мащенко, полковник (29.07.1940 — 24.06.1941), погиб;[2]
- К. А. Некрасов, полковник (25.06.1941 — 20.07.1941);[2]
- Н. Г. Семёнов, подполковник (02.09.1941 — 15.09.1941);
- Н. И. Федотов, полковник (16.09.1941 — 27.12.1941);